# 克薩爾特佩克 (拉利伯塔德省)
克薩爾特佩克（西班牙語：Quezaltepeque）是薩爾瓦多的城鎮，位於該國中西部，由拉利伯塔德省負責管轄，面積125.38平方公里，海拔高度427米，2013年人口56,181，人口密度每平方公里448.09人。
13°50′N 89°16′W / 13.833°N 89.267°W